# Michael Grønnemose
Michael Grønnemose (født 6. juli 1975 i Odense) er en dansk skuespiller.
Grønnemose blev uddannet fra Skuespillerskolen ved Odense Teater i 2009 og har bl.a. medvirket i opsætningerne Trold kan tæmmes, Afsked og Sweeney Todd i teatrets sæson 2009/2010. 

## Filmografi
- Himlen falder (2009)
- Broderskab (2010)